# Rivière du Sud-Ouest (fleuve Saint-Laurent)
Pour les articles homonymes, voir Rivière du Sud.
La rivière du Sud-Ouest est un affluent du littoral sud-est du fleuve Saint-Laurent. Cette rivière coule dans la région administrative du Bas-Saint-Laurent, au Québec, au Canada, dans les municipalités régionales de comté de :
- Les Basques : municipalité de Saint-Mathieu-de-Rioux ;
- Rimouski-Neigette : ville de Rimouski (secteur Le Bic).

## Géographie
La rivière du Sud-Ouest prend sa source à la décharge du lac Saint-Mathieu (longueur : 5,3 m ; altitude : 114 m), à Saint-Mathieu-de-Rioux. Elle suit ensuite le fleuve Saint-Laurent dans un axe nord-est−sud-ouest pour se déverser dans le havre du Bic. Elle traverse durant son cours le Petit lac Saint-Mathieu et le lac de la Station. Ses deux principaux tributaires sont la décharge du Grand Lac Malobès et la rivière Neigette. Une chute d'une hauteur de 18 m est située près de son embouchure.
L'écoulement de la rivière du sud-ouest est généralement lent, son cours étant situé sur un plateau dont l'altitude moyenne est de 105. Les huit derniers kilomètres présentent quant à eux un relief plus accidenté.
À partir de l'embouchure du lac Saint-Mathieu, la rivière du sud-ouest coule sur 7,1 km répartis selon les segments suivants :
Cours supérieur de la rivière (segment de 12,1 km)
- 0,2 km vers le nord-est, en traversant sous le pont de la route de Ladrière, jusqu'à la rive sud-ouest du Petit lac Saint-Mathieu ;
- 2,9 km vers le nord-est en traversant sur sa pleine longueur le Petit lac Saint-Mathieu ;
- 2,3 km vers le nord-est, en coupant la route du 5e rang, en recueillant les eaux de la rivière Neigette, jusqu'à la route du 3e Rang Est ;
- 1,9 km vers le nord, jusqu'à la limite de Saint-Simon ;
- 2,6 km vers le nord-est, en constituant la limite entre Saint-Mathieu-de-Rioux et Saint-Simon ;
- 0,7 km vers le nord-est, dans Saint-Simon, jusqu'au pont de la route du 2e rang Ouest ;
- 1,5 km vers le nord-est, en formant la limite entre Saint-Fabien et la ville de Rimouski (secteur Le Bic) ;

Cours supérieur de la rivière (segment de 19,4 km)
- 7,4 km vers le nord-est, dans Rimouski, en récupérant les eaux de la décharge du lac des Coulombe (venant du nord), en traversant le lac de la Station (longueur : 2,7 km ; altitude : 106 m) sur sa plein longueur, jusqu'au barrage situé au nord-est ;
- 0,6 km vers l'est, jusqu'au pont de la 7e Avenue qui traverse le village de Saint-Fabien ;
- 2,5 km vers le nord-est, jusqu'à la confluence de la décharge du Grand Lac Malobès ;
- 5,1 km vers le nord-est, en passant sous la voie ferrée du Canadien National au début de ce segment, jusqu'au pont de la route 132 ;
- 3,8 km vers le nord-est en traversant la baie des Roses et en passant sous le pont du chemin du Petit Portage, jusqu'à sa confluence[6].

### Hydrologie
Le bassin hydrographique a une superficie de 192 km2.

## Toponymie
Le toponyme « rivière du sud-ouest » a été officialisé le 5 décembre 1968 à la Commission de toponymie du Québec.

## Faune
La rivière accueille une petite population de saumon atlantique d'une quarantaine de géniteurs. Cette dernière remonte la rivière sur 4 km2 où la chute de 18 m constitue un obstacle infranchissable. Les saumons passent les deux premières années de leur vie dans la rivière. La seconde espèce en abondance est généralement l'anguille d'Amérique, qui contrairement au saumon, remonte la rivière sur toute sa longueur jusqu'au lac Saint-Mathieu.